# Apocryptus terebratus
Apocryptus terebratus là một loài tò vò trong họ Ichneumonidae.